# Рыспаев, Садвокас
Садвокас Рыспаев (1899, Аулиеатинский уезд, Сырдарьинская область, Туркестанский край, Российская империя — неизвестно, Джамбулская область, Казахская ССР) — бригадир полеводческой бригады овцеводческого совхоза «Меркенский» Министерства совхозов СССР, Меркенский район Джамбулской области, Казахская ССР. Герой Социалистического Труда (1948).

## Биография
Родился в 1899 году в крестьянской семье в одном из сельских населённых пунктов Аулиеатинского уезда. С раннего детства трудился в сельском хозяйстве. С 1931 года трудился в сенокосной бригаде в местном совхозе на заготовке кормов. Участвовал в Великой Отечественной войне. Воевал в составе 424-го стрелкового полка на Ленинградском фронте. После демобилизации возвратился на родину и продолжил трудиться звеньевым в овцеводческом совхозе «Меркенский» с усадьбой в селе Мерке.
В 1947 году звено под его руководством собрало в среднем с каждого гектара по 21 центнера пшеницы на участке площадью 100 гектаров и с остальной площади в 36 гектаров по 31,3 центнера пшеницы. Указом Президиума Верховного Совета СССР от 3 мая 1948 года удостоен звания Героя Социалистического Труда за «получение высоких урожаев пшеницы в 1947 году» с вручением ордена Ленина и золотой медали «Серп и Молот» (№ 1876).
Этим же указом званием Героя Социалистического Труда были награждены директор совхоза «Меркенский» Фёдор Яковлевич Кириенко, заведующий фермой Оналбай Кельдыубаев и бригадир Нурульда Нельдыбаев.
В 1948 году его звено получило в среднем с каждого гектара по 32 центнера пшеницы на участке площадью 40 гектаров, с площади в 100 гектаров было получено по 23 центнера пшеницы. С 1953 года — старший чабан отделения № 2 зерносовхоза «Аспаринский».
После выхода на пенсию в 1959 году проживал в Джамбулской области. Дата смерти не установлена.
Награды
- Герой Социалистического Труда
- Орден Ленина
- Медаль «За отвагу»
- Медаль «За трудовую доблесть»